# Pălărie de cowboy

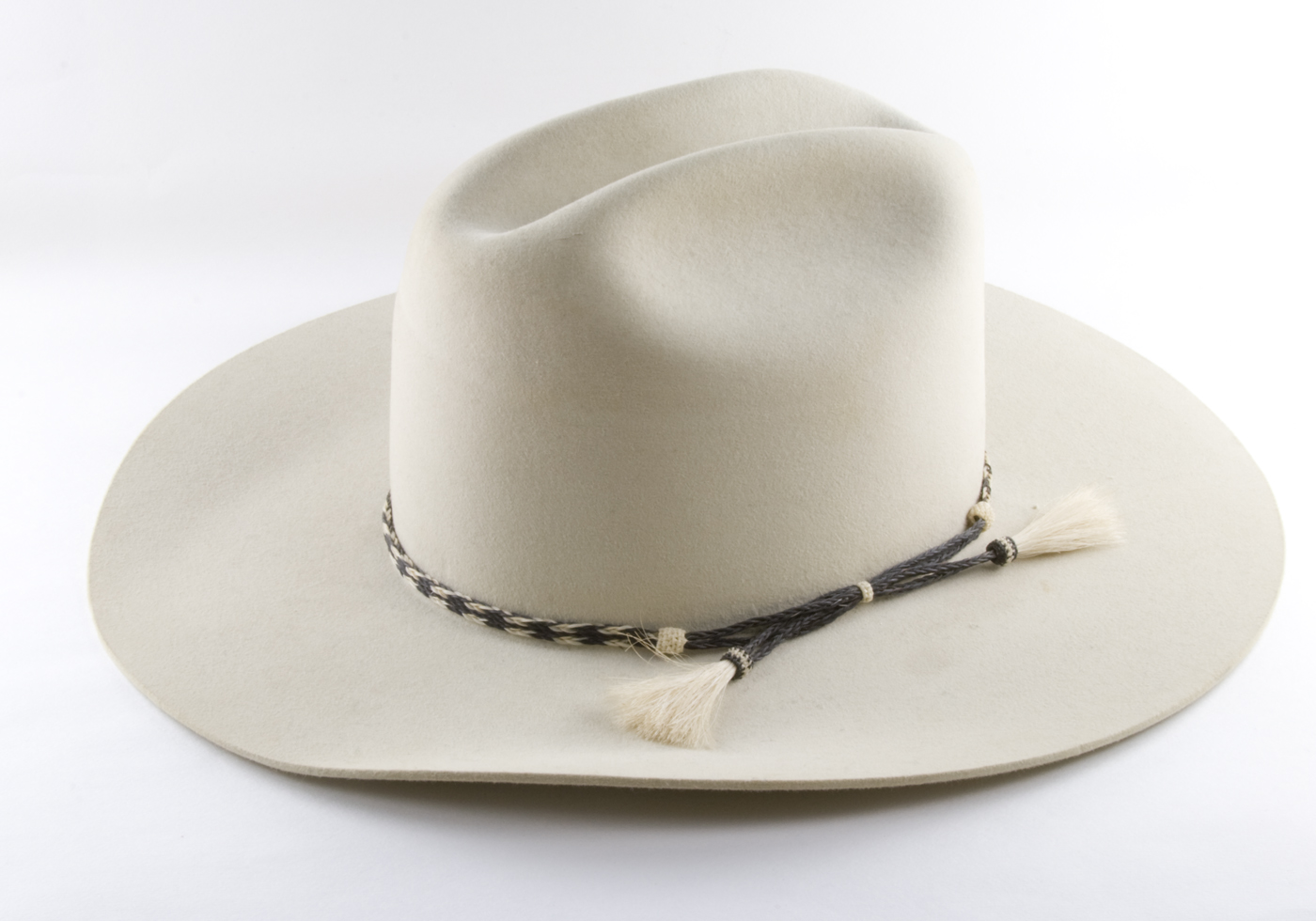
Pălărie de cowboy din fetru

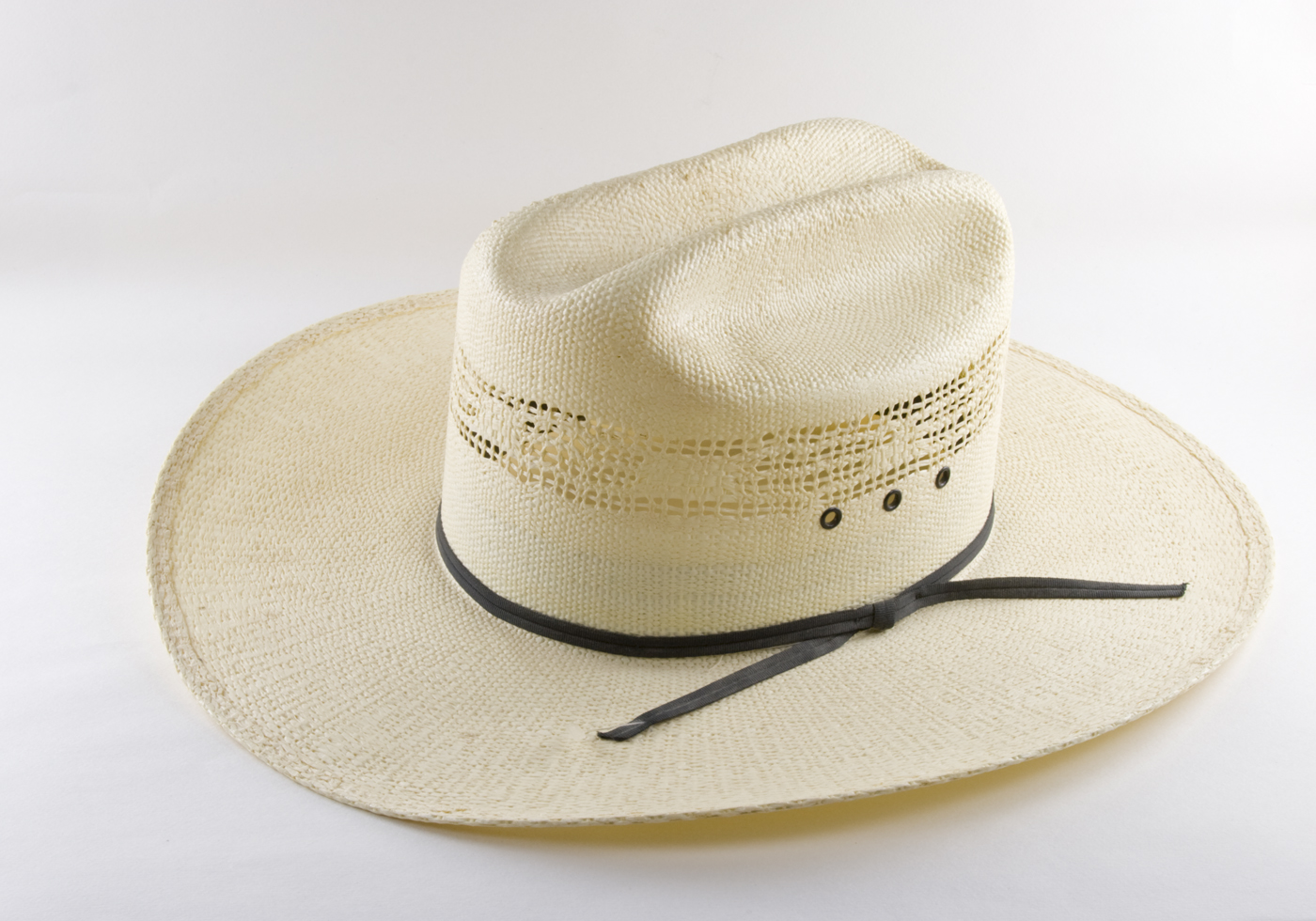
Pălărie de cowboy din paie

Pălăria de cowboy este o pălărie cu calotă înaltă și bor lat cunoscută ca fiind articolul vestimentar definitoriu al cowboy-ilor nord-americani. Astăzi este purtată de multă lume dar în general este asociată cu lucrătorii de la crescătoriile de vite din sudul și vestul Statelor Unite, vestul Canadei și nordul Mexicului, cu interpreții de muzică country și cu participanții de la rodeo. Este recunoscută în lume ca fiind moștenirea cowboy-ilor Vestului Sălbatic. Forma calotei și borului pălăriei sunt adesea modificate de purtător pentru aspect și pentru protecție împotriva condițiilor meteo.
Primul model de pălărie western a fost pălăria cu calotă rotunjită „Boss of the Plains” și după aceea a venit modelul „Carlsbad” cu partea frontală a calotei încrețită, ce avea să devină „stilul cowboy”.

## Design

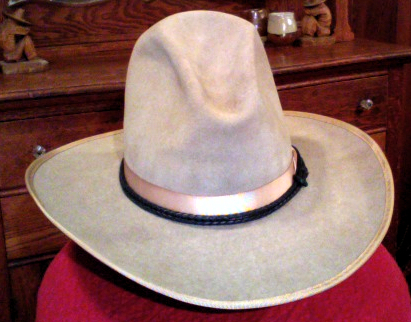
O pălărie Stetson din anii 1920 în stil Carlsbad

Pălăriile de cowboy moderne sunt confecționate din fetru de lână, din paie sau, mai rar, din piele. Sunt vândute cu o calotă înaltă și rotunjita și cu un bor lat și plat. Au o bandă simplă de protecție împotriva transpirației la interior pentru a stabiliza pălăria pentru forma capului și, de obicei, au o mică panglică decorativă la exteriorul calotei. Pălăriile sunt personalizate prin încrețirea calotei și prin indoirea borului. Pălăriile pot fi confecționate în orice culoare dar cele mai frecvente sunt în nuanțe de bej, maro sau negru. Începand cu anii 1940 au fost introduse culorile pastel, folosite frecvent la pălăriile purtate de cowboy-ii din cinema și de participanții de la rodeo.

## Istoric
Conceptul de pălărie cu calotă înaltă și bor lat purtată de călăreți este vechi, putând fi găsit cel mai timpuriu la călăreții mongolezi din secolul al XIII-lea. Calota înaltă oferea protecție împotriva insolației iar borul lat oferea umbră. Climatele calde și însorite au inspirat concepte de pălării cu bor foarte lat cum ar fi pălăria sombrero din Mexic.
Nu se știe cu exactitate când pălăria de cowboy a început să fie numită așa. La început cei din vestul Statelor Unite nu purtau pălării. Contrar credinței populare, pălăria melon și nu pălăria de cowboy era cea mai populară în Vestul American, ceea ca l-a făcut pe Lucius Beebe să numească pălăria de cowboy „pălăria care a cucerit Vestul”. Cowboy-ii purtau pălării cu calotă înaltă și bor lat cu mult timp înainte de crearea aspectului modern. Totuși, "crearea" pălăriei de cowboy așa cum este cunoscută astăzi îi este de obicei atribuită lui John Batterson Stetson.